# Litsea minor
Litsea minor är en lagerväxtart som beskrevs av Teschn.. Litsea minor ingår i släktet Litsea och familjen lagerväxter. Inga underarter finns listade i Catalogue of Life.